# Académie des sciences de Saxe
L'Académie des sciences de Saxe (Sächsische Akademie der Wissenschaften) est une société savante de droit public allemand dont le siège est à Leipzig en Allemagne. Elle regroupe environ deux cents membres ordinaires de Saxe, de Saxe-Anhalt et de Thuringe, ainsi que des membres correspondants de tout le pays ou de l'étranger. Elle est membre de l'Union des académies des sciences allemandes. Elle a été fondée le 1er juillet 1846. Son président actuel (en 2016) est le professeur Hans Wiesmeth.

## Historique
Un groupe de treize professeurs de l'université de Leipzig se réunit le 3 avril 1846 dans le but de fonder une société savante au ministère des cultes du royaume de Saxe. Après que les statuts de la société furent approuvés par le roi Frédéric-Auguste II (1797-1854), elle commence son existence sous le nom de Königlich Sächsische Gesellschaft der Wissenschaften (Société royale saxonne des sciences) le 1er juillet suivant, jour du deux-centième anniversaire de la naissance de Leibniz (1646-1716), né à Leipzig. Elle prend son nom actuel, le 1er juillet 1919, quelque temps après la fin du royaume de Saxe.
Elle ferme pendant une partie de la Seconde Guerre mondiale et rouvre ses portes en 1948. Elle demeure un lieu à l'époque de la République démocratique allemande où l'emprise du marxisme est moins prégnante que dans d'autres sociétés. C'est pourquoi elle n'a pas besoin d'une refondation en 1989 à la chute du mur de Berlin. Elle obtient le statut de corporation de droit public en 1994.

## Organisation
L'Académie des sciences de Saxe est divisée en trois classes (ou départements): la classe des mathématiques et des sciences naturelles (fondée en 1846), le classe de philologie (lettres classiques) et d'histoire (fondée en 1846) et enfin la classe des sciences techniques (fondée en 1996). Elles se réunissent en séances régulières. L'Académie des sciences de Saxe est organisée aussi en vingt commissions aux projets à long terme, impliquant une centaine de membres. Ce sont la commission historique, la commission environnementale, la commission d'histoire de l'art, la commission scientifique littéraire et musicale, la commission d'histoire de l'art de la Moyenne Allemagne, la commission linguistique, la commission des sciences techniques, la commission des problèmes de mondialisation, la commission scientifique et sociale, la commission d'histoire des sciences, la commission du développement dans le domaine environnemental, technique et sociétal.
Les membres des commissions sont des experts issus de ces disciplines et nommés par le président.

## Publications
L'Académie publie depuis 2008 la revue bisannuelle Denkströme – Journal der Sächsischen Akademie der Wissenschaften. Elle est éditée en support papier et possède aussi une version en ligne.

## Prix
L'Académie délivre les prix suivants :
- Le prix Friedrich-Weller (avec des bourses d'études)
- Le prix Kurt-Schwabe
- Le prix des sciences de Leipzig (Leipziger Wissenschaftspreis)
- Le prix Theodor-Frings
- La médaille Wilhelm-Ostwald

## Membres illustres
- Kurt Aland
- Walther Bothe
- James Chadwick
- Peter Debye
- Werner Heisenberg
- Gustav Hertz
- Archibald Vivian Hill
- Cuno Hoffmeister
- Hermann Kolbe
- Robert König
- August Krogh
- Theodor Mommsen
- August Ferdinand Möbius
- Karl Alexander Müller
- Wilhelm Ostwald
- Max Planck
- Carl Friedrich von Weizsäcker